# 寧郷市第十三高級中学
寧郷市第十三高級中学（ねいきょうしだいじゅうさんこうきゅうちゅうがく）は、中華人民共和国湖南省長沙市寧郷市煤炭壩鎮にある公立の高等学校。略称は寧郷十三中。

## 沿革
- 1949年、賀熏陶が寧郷市第十三高級中学の起源となる欧氏可大完全小学を設立。
- 1954年、学校は賀石橋公社碧塘大隊三陽塘に移転。
- 1955年7月、寧郷県教育局は学校を接収。同時に煤炭壩完全小学に改称する。
- 1963年、煤炭壩完全小学付属中学と改称。
- 1970年、「寧郷県第十三中学」に改称。
- 1976年7月、賀石橋中学に統合。
- 1977年、「寧郷県第十三学高級中学」に改称。

## 学長
| 年     | 学長   | 副学長                 |
| ------ | ------ | ---------------------- |
| 1949年 | 賀薰陶 |                        |
| 1958年 | 陳巨勛 |                        |
| 1963年 | 譚吉暉 |                        |
| 1970年 | 李凱寅 | 蒋芝栄                 |
| 1980年 | 蒋芝栄 | 陳命生、沈廟桂         |
| 1984年 | 丁申乾 |                        |
| 1988年 | 彭建明 | 賀建輝                 |
| 1993年 | 易光栄 | 厳秋良、肖命中         |
| 1995年 | 厳秋良 |                        |
| 1998年 | 肖命中 | 李海清、劉義軍         |
| 2001年 | 周志文 | 劉義軍、李新奇         |
| 2002年 | 頼維新 | 劉義軍、張勇武         |
| 2004年 | 任余谷 | 姜学文、陳俊昕、向栄委 |

## 象徴
- 校訓「平等、誠朴、求実、創新」
- 校風「勤奮、厳謹、団結、奮進」
- 教風「楽、精、博、実」
- 学風「楽学、勤学、善学、実学」

## 著名な出身者
- 蔡成、作家。
- 賀小平、作家。
- 夏時、能書家。
- 陳華明、四川大学教授。
- 聶廷芳、湖南大学教授。
- 謝佑平、復旦大学教授。
- 楊梓雲、中国人民解放軍軍人。
- 周思揚、国家能源局職員。